# Urara
Singles de Yūko Nakazawa
Do My Best
(2004) Danna Sama
(2007)
Urara (うらら) est le onzième single en solo de Yūko Nakazawa, sorti en 2006. 

## Présentation
Le single sort le 27 septembre 2006 au Japon sous le label zetima, plus de deux ans après le précédent single de la chanteuse, Do My Best. Il n'est plus écrit par Tsunku, mais par le chanteur Ryuun Nagai. Il atteint la 32e place du classement de l'Oricon. Il se vend à 3 065 exemplaires la première semaine, et reste classé pendant deux semaines, pour un total de 3 966 exemplaires vendus ; c'est alors la plus faible vente d'un disque de la chanteuse. 
La chanson-titre figurera sur la compilation Petit Best 7 de fin d'année, puis sur sa propre compilation Legend de 2008.

## Liste des titres
1. Urara (うらら?)
2. Rokugatsu no Hanayome (June Bride) ni Akogare (六月の花嫁(...)にあこがれ?)
3. Urara (Instrumental) (うらら...?)